# Алфред Јек
Алфред Јек (Алшвил, 2. август 1911 — 28. август 1953) био је швајцарски фудбалер који је играо на позицији нападача .
Јек је почео своју играчку каријеру у Базелу. Документовано је да је на крају сезоне 1929–30, Базелов тим кренуо на скандинавску фудбалску турнеју, укључујући и посету Немачкој. Шест утакмица је одиграно у Норвешкој, али прва је одиграна у Лајпцигу. Тим је путовао са 15 играча, њиховим тренером Кертесом и два функционера. Путовање је почело возом 2. јуна 1930. у седам и петнаест ујутру из Базела, а у Лајпциг су стигли у пола девет те вечери. Утакмица против Локомотиве из Лајпцига одиграна је следеће вечери. Следећих дан и по проведени су путујући возом, опет возом, бродом, возом и поново возом до Драмена у Норвешкој. Само неколико сати након њиховог доласка, тим је одиграо утакмицу. Следећег дана је било путовање возом до Порсгруна и две утакмице у року од 24 сата. Након тога су путовали аутобусом, а затим бродом, на путовање од 48 сати до Бергена на утакмицу против Брана. Још једно путовање бродом, овог пута до Ставангера, две утакмице против Викинга, па путовање бродом назад до Бергена. Коначно, турнеја је завршена са три путовања возом у три дана, Берген/Осло/Берлин/Базел, са доласком кући 20. јуна. Резултат ове турнеје био је седам утакмица, четири победе, један нерешен резултат, два пораза и приближно 160 сати путовања. Јек је био учесник ове турнеје. Одиграо је шест утакмица и постигао четири гола.
Јек је потом играо две сезоне за Сервет, а затим се 1932. вратио у свој матични клуб Базел на четири године. Био је члан тима Базела који је освојио Швајцарски куп у сезони 1932–33 . Финале је одиграно на стадиону Хартурм против Грасхопера. Базел је победио са 4 : 3 и тако освојио прву националну титулу у историји клуба.
Јек се потом преселио у Француску. Сезону 1936–37 провео је у француском прволигашу Олимпик из Лилоа, након чега је уследило још две сезоне у Милузу. Вратио се у домовину 1939. године и завршио каријеру у матичном клубу Базелу за који је постигао укупно 73 гола у 170 наступа.
Између 1931. и 1936. године, представљао је Швајцарску 28 пута, постигавши два гола,  и био је део швајцарског тима на Светском првенству у фудбалу 1934. године.
У августу 1953. године Јек је доживео тешку саобраћајну несрећу и преминуо је од последица.